# La Vibora (Six Flags Over Texas)
Pour les articles homonymes, voir Víbora.
La Vibora est un ancien parcours de montagnes russes en métal du parc Six Flags Over Texas à Arlington au Texas. C'est une déclinaison des Bob Swiss aussi appelées montagnes russes bobsleigh.

## Histoire
L'attraction est d'abord ouverte en 1984 sous le nom de Sarajevo Bobsleds au parc Six Flags Magic Mountain avec un thème montagnard et des couleurs bleues. Elle est déménagée à Six Flags Over Texas en 1986 sous le nom d’Avalanche, avant d'être rebaptisée en 1995 et redécorée en noir, rouge et crème afin de rappeler les serpents corail.
Six Flags Over Texas acheta les anciens véhicules du Bobbaan à Efteling en 2005 pour La Vibora.
La Vibora est définitivement fermée pendant la saison 2024.

## Le parcours
Les véhicules de l'attraction ne sont pas placés sur des rails comme à l'accoutumée mais se déplacent dans une structure semi-tubulaire de la forme d'une piste de bobsleigh, le visiteur a donc l'impression de descendre un parcours de ce sport d'hiver. Afin de mieux coller à l'atmosphère texane du parc, l'attraction reçoit alors un thème sur les serpents dans la partie espagnole du parc ; le nom signifie "vipère" en espagnol.